# The Warsaw Hub

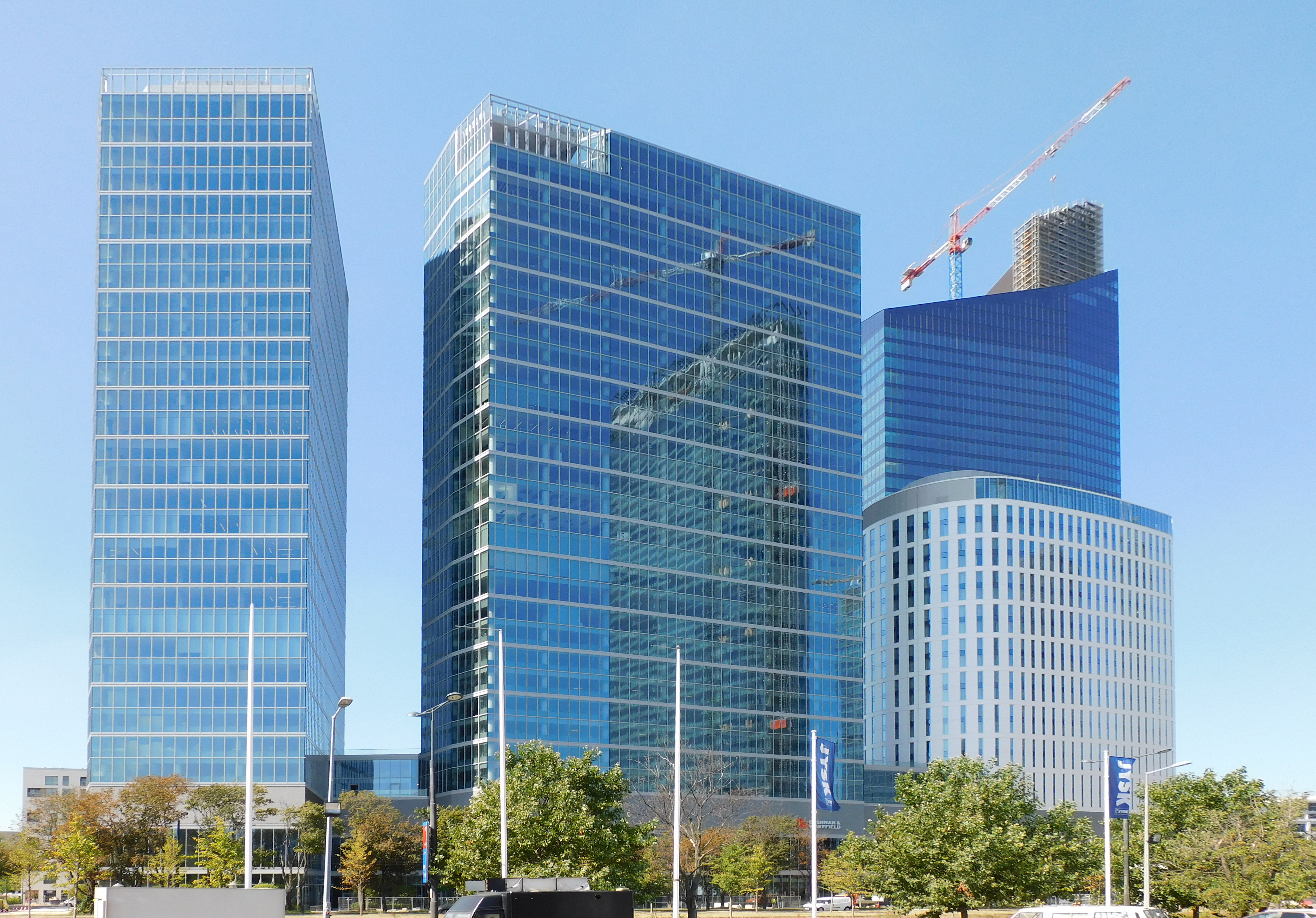
Der Hochhauskomplex, 2020

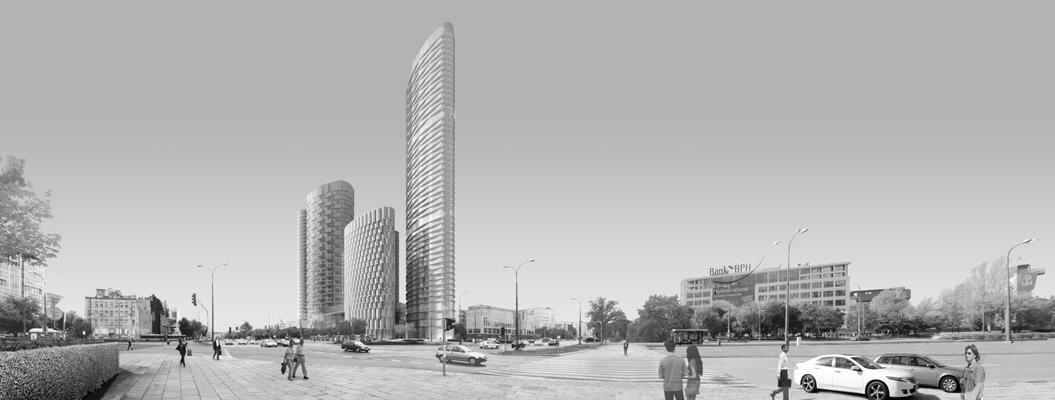
Projektzeichnung

The Warsaw Hub (englisch; vormals als Sienna Towers bezeichnet) ist ein Komplex aus drei Hochhäusern im Warschauer Stadtdistrikt Wola. Das Gebäudeensemble steht am Rondo Daszyńskiego, einer Kreisverkehrskreuzung der Hauptverkehrsstraßen Towarowa und Prosta. Hier befindet sich die Station Rondo Daszyńskiego der zweiten Warschauer Metro-Linie (M2).

## Gebäudestruktur
Der Baukomplex besteht aus drei Hochhäusern (einmal 86 und zweimal 130 Meter Höhe), die durch eine gemeinsame, fünfgeschossige Gebäudebasis miteinander verbunden sind. Diese unteren Stockwerke werden für Parkplätze und von Handels- und Gewerbetreibenden (wie z. B. dem Drogeriemarkt Rossmann und dem Discounter Biedronka) genutzt. In den drei Türmen befinden sich zwei InterContinental-Hotels (340 Zimmer und Suiten unter den Marken Holiday Inn Express und Crowne Plaza), Büros (Mieter u. a. Standard Chartered Bank), Coworking-Bereiche (7000 m²), ein Zentrum zur Entwicklung von Start-Ups (The Heart Warsaw) sowie ein Konferenzcenter, mehrere Restaurants und Fitnessclubs. Der Komplex verfügt über vier unterirdische und 31 oberirdische Geschosse. Die beiden höheren Türme sind durch drei je doppelstöckige Brücken miteinander verbunden. Die Gesamtnutzfläche beträgt 113.000 m², wovon rund 70.000 m² auf Büronutzung entfallen. Projektentwickler ist Ghelamco, das verantwortliche Architekturbüro ist AMC – Andrzej M. Chołdzyński. Die Bauarbeiten für den Komplex begannen zu Beginn des Jahres 2016, das Objekt wurde Mitte 2020 fertig gestellt. Die Baukosten betragen ca. eine Milliarde Złoty.
Am späten Abend des 7. Juni 2019 brach im 25. Stockwerk (auf etwa 100 Metern Höhe) ein Brand aus, der auf weitere Stockwerke übergriff. Das Feuer konnte bis zum Folgetag unter Kontrolle gebracht werden. Die Bekämpfung war schwierig, da zu dem Zeitpunkt im Gebäude noch keine Löscheinrichtung installiert war und die obersten Stockwerke noch nicht über Treppen verfügten.

## Zugangskontrolle
Der Zugang zu den Gebäuden ist für Angestellte der dort tätigen Unternehmen über eine Smartphone-Applikation möglich. Die Parkgarageneinfahrt wird über ein Nummernschild-Erkennungssystem geregelt. Für Elektrofahrzeuge stehen im Parkbereich Ladestationen bereit. Für Radler stehen 420 Fahrradparkplätze mit notwendiger Infrastruktur zur Verfügung. Zur Metrostation gibt es einen eigenen Zugang vom Komplex aus.

## Sky Art Gallery
Während des Baues wurden an der Kletterschalung abstrakte Kunstwerke des Malers Łukasz Stokowski (* 1983) gezeigt. Mit dem Wachstum des Gebäudes stieg das Kunstwerk mit der Schalung nach oben. Diese Präsentationsform von Kunst während der Bauzeit wurde hier erstmals in Europa angewandt und als Sky Art Gallery bezeichnet.

## Auszeichnungen
The Warsaw Hub erhielt bereits in der Bauphase mehrere Auszeichnungen durch International Property Awards. So wurde der Komplex im Oktober 2018 zum „Best Commercial High-rise Development Poland“ gekürt sowie im Dezember 2018 als „Best Commercial High-rise Building in Europe“ ausgezeichnet.